# A HOUSE CAT
「A HOUSE CAT」（ア ハウス キャット）は、林原めぐみの20枚目のシングル。1998年9月4日にスターチャイルドから発売された（KIDA-165）。

## 概要
カップリングの「幸せは小さなつみかさね」は、『万能文化猫娘』関連の林原の楽曲では初めてとなる、作詞と作曲の両方を林原が手掛けた楽曲である。

## 記録
オリコンの週間シングルチャートでは初登場6位を獲得し、「Successful Mission」から7作連続でトップ10入りした（登場回数6回）。また、文化放送の『FRIDAY SUPER COUNTDOWN 50』では、同年9月4日と9月11日の2週に亘って最高3位を記録している。
アニメソングなどを取り扱う『SOMETHING DREAMS マルチメディアカウントダウン』では登場4週目から6週連続で首位の座に就いた。なお、登場9週目には次作「Proof of Myself」と1位、2位を独占し、翌週入れ替わる形でフェードアウトしていった。

## 収録曲
（全作詞：MEGUMI）
1. A HOUSE CAT [4:18]
作曲：佐藤英敏、編曲：五島翔
  - OVA『万能文化猫娘DASH!』オープニングテーマ
2. 幸せは小さなつみかさね [5:28]
作曲：MEGUMI、編曲：岩本正樹
  - OVA『万能文化猫娘DASH!』エンディングテーマ
3. A HOUSE CAT（OFF VOCAL Version） [4:18]
4. 幸せは小さなつみかさね（OFF VOCAL Version） [5:25]

## 収録アルバム
| 曲名                   | 収録アルバム                                                     | 発売日         | 規格品番        | 備考                          |
| ---------------------- | ---------------------------------------------------------------- | -------------- | --------------- | ----------------------------- |
| A HOUSE CAT            | 『万能文化猫娘DASH!+<plus>』                                     | 1999年1月8日   | KICA-433        | フルサイズ、OVAサイズ共に収録 |
| A HOUSE CAT            | 『VINTAGE S』                                                    | 2000年4月26日  | KICS-790        |                               |
| A HOUSE CAT            | 『万能文化猫娘 Blu-ray BOX』                                     | 2010年9月8日   | SSX-10177       |                               |
| 幸せは小さなつみかさね | 『万能文化猫娘DASH!+<plus>』                                     | 1999年1月8日   | KICA-433        | フルサイズ、OVAサイズ共に収録 |
| 幸せは小さなつみかさね | 『center color』                                                 | 2004年1月7日   | KICS-1070       |                               |
| 幸せは小さなつみかさね | 『「林原めぐみ 1st LIVE -あなたに会いに来て-」配信限定アルバム』 | 2017年12月13日 | NOPA-1644       |                               |
| 幸せは小さなつみかさね | 『VINTAGE DENIM』                                                | 2021年3月30日  | KICS-3980〜3982 |                               |